# Actia maksymovi
Actia maksymovi là một loài ruồi trong họ Tachinidae.